# Komiksowo
Komiksowo — щотижневий безкоштовний додаток з коміксами до польської газети «Газета Виборча», призначений для дитячої авдиторії.

## Історія публікації
Перший номер додатку вийшов 25 лютого 2000 року. Випуск був припинений у 2004 році. Усього надруковано 227 номерів. Друкувався щоп'ятниці, а з березня 2004 року — щосуботи.
В основному, в додатку містилися комікси з персонажами Волта Діснея.
26 червня 2004 року вийшов останній номер додатку.

## Наповнення журналу

### Персонажі
Загалом героями коміксів були персонажі з: «101 далматинець», «102 далматинці», «Король Лев», «Горбань із Нотр-Дама», «Кім Всеможу», «Красуня і чудовисько», «Лис і мисливський пес», «Книга Вінні Пуха», «Динозавр», «Діти шпигунів», «Русалонька Аріель», «Ліло і Стіч», «У пошуках Немо», «Пірати Карибського моря», «Життя комах», «Історія іграшок 2», «Братик ведмедик», «Тимек і Майстер», «Плуто», «Аладдін», «Покахонтас», «Мулан», «Робін Гуд», «Пригода слоника Твісті», «Король Лев: Тімон і Пумба».

### Комікси
Постійними елементами були маленькі мальописи на першій сторінці з назвою «Качина вдача!» (пол. Kaczy fart!) з персонажами Дональдом Даком в головній ролі. Також містилися комікси з назвою «Гадаємо з Міккі» (пол. Zgaduj z Mikim) з Міккі Маусом.
Також друкувалися комікси англійською мовою (з паралельним перекладом польською) з головними героями мультфільму «Король Лев: Тімон і Пумба».

### Інше
Відомий польський журналіст Адам Вайрак регулярно публікував цікаву інформацію про тваринний світ Польщі у своєму циклі «Звірята Вайрака» (пол. Zwierzaki Wajraka).